# 蔡爾康
蔡爾康（1851年—1921年）字紫紱、芝紱、子茀，別署鑄鐵盦主、縷馨仙史、海濱野史、海上蔡子、海天孤愤生等。辛亥革命后，号采芝翁。晚号支佛。江蘇嘉定人，生员出身，博通经史，长于诗文，早期上海报业编辑，曾供职于《申报》、《字林滬報》、《万国公报》。

## 生平
生於江蘇嘉定（今屬上海市），原籍嘉定南翔镇，太平天国时因避战乱举家迁至南汇。同治壬午（1862年）返沪，进入南菁书院。同治七年（1868年）17岁考中秀才。1870年起任西洋人的华文秘书。后因乡试不中，遂投身报界。光緒二年（1876年）入《申報》館工作，曾主筆中国最早的通俗小报《民報》，还曾编辑文艺副刊《寰宇琐记》，参与编排《申报馆聚珍版丛书》。1877年编中国最早的画报《瀛寰画报》，撰《瀛寰画报》说明词。光绪四年（1878年）離開《申報》館。光緒九年（1883年）下半年出任《字林滬報》主筆，任内加強副刊内容，连载长篇小说《野叟曝言》，辟《玉琯镌新》专栏，1887年辟《花團錦簇樓詩輯》。1891年离开《字林滬報》馆。1892年受聘《萬國公報》（一说1892年任廣學會記室），佐李提摩太譯書。1893年任《新聞報》首任主筆，因和館主意見不合，五個月後辭職。光緒二十年（1894年）接替沈毓桂為《萬國公報》華文主筆。协助林乐知、李提摩太等人译书撰文（林乐知、李提摩太口述，蔡爾康笔记润色），成书《大同学》、《泰西新史撮要》、《万国近史》、《中東戰紀本末》等等。光緒二十七年（1901年）離開《萬國公報》。中华民国成立后，译作仍在广学会的《大同报》连载。1921年70岁生日时曾准备以亲友祝寿贺仪刻书，因费用过多而未果，著述未能出版，不久病逝。
1899年2月，《万国公报》卷121刊登李提摩太节译、蔡尔康纂述的《大同学第一章·今世景象》，其中一百余字介绍了马克思及其资本学说。这被视为马克思首次被介绍到中国,而且蔡尔康也以第一位将Karl Marx译为“马克思”的人而著称。